# Frederick Lambart Cavan
Frederick Rudolph Lambart, earl av Cavan, född 16 oktober 1865, död 28 augusti 1946, var en brittisk fältmarskalk.
Cavan blev officer vid infanteriet 1885, överstelöjtnant 1908, överste 1911, generalmajor 1915 och general 1921. Vid första världskrigets utbrott blev Cavan chef för 4:e infanteribrigaden och 1915 för gardesfördelningen, med vilka han med utmärkelse deltog i slaget vid Loos. 1916 fick han befälet över 14:e armékåren men förflyttades 1917 till Italien, där han 1918 blev chef för 10:e armékåren. 1922-25 var Cavan Chef för Imperiets Generalstab.
Lambart befordrades till fältmarskalk 1931.